# هوب (نيويورك)
هوب (بالإنجليزية: Hope, New York)‏ هي بلدة أمريكية تقع في الولايات المتحدة في مقاطعة هاميلتون، نيويورك. يقدر عدد سكانها بـ 403 نسمة ومساحتها 107.8 كم2 وترتفع عن سطح البحر 355 متر.